# Sewerien

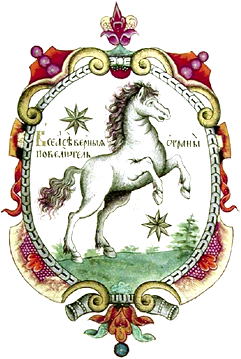
Wappen des Landes Sewerien 1672

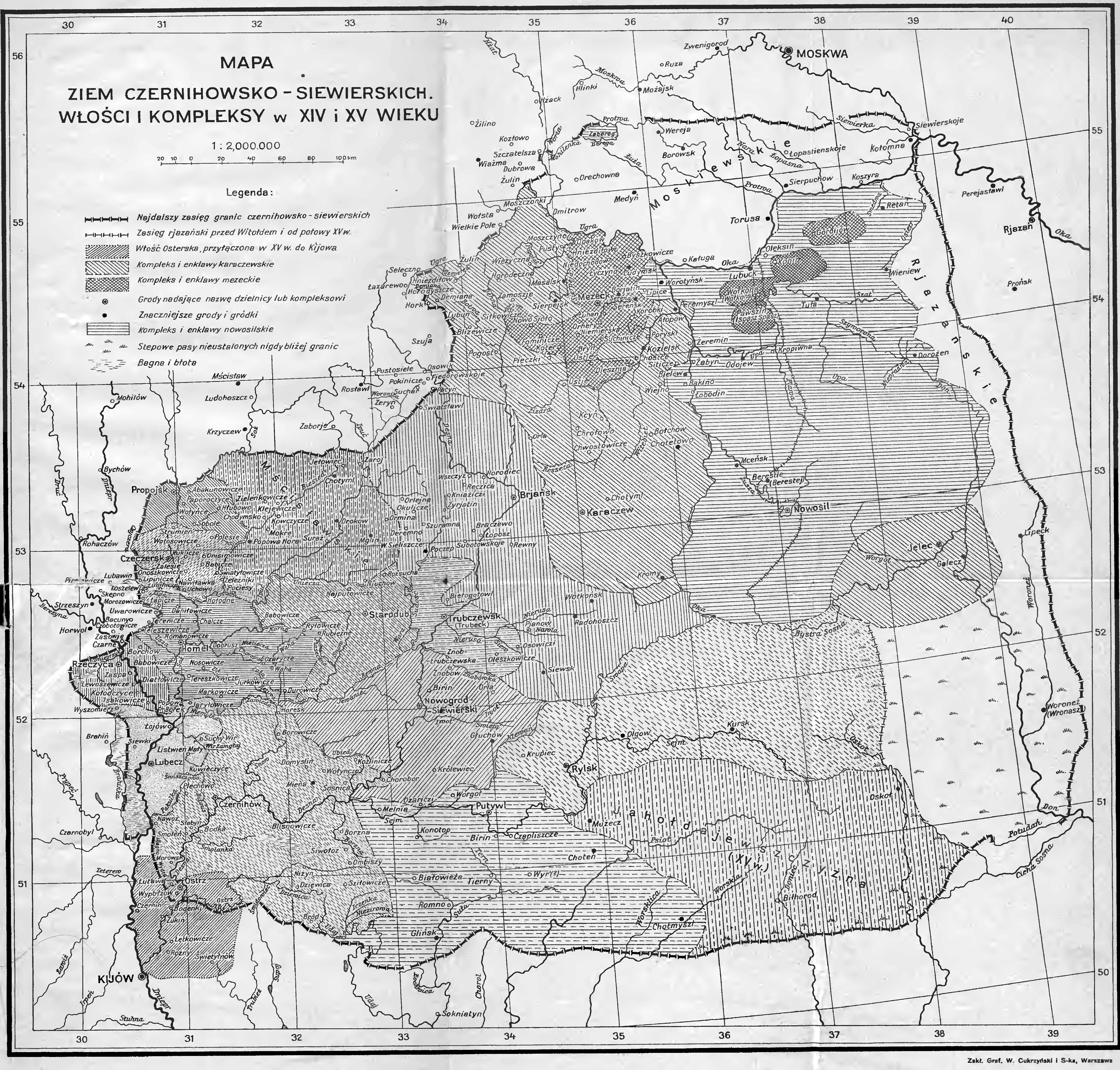
Das Land Tschernigow-Sewerien im 15. Jahrhundert

Sewerien oder Severien (ukrainisch Сіверщина Siwerschtschyna, russisch Северщина Sewerschtschina, belarussisch Севершчына Sewerschtschyna) ist eine historische ehemals vom Stamm der Sewerjanen besiedelte Landschaft in der nördlichen Ukraine und im südwestlichen Russland, mit dem Zentrum Nowhorod-Siwerskyj an der ukrainisch-russischen Grenze.
Weitere Städte waren Tschernihiw, Putywl, Hluchiw, Ljubetsch, Kursk, Rylsk, Starodub, Trubtschewsk, Sewsk, Brjansk und Belgorod.
Erstmals wird sie in der Nestorchronik erwähnt, als den Chasaren tributpflichtiges Gebiet. Von Oleg von Nowgorod Ende des 9. Jahrhunderts für die Kiewer Rus erobert, wird im Jahre 1024 das Fürstentum Tschernigow gebildet, von dem sich 1097 das Fürstentum Sewerien abspaltet. Beide Fürstentümer werden 1223 von den Mongolen zerstört und 1239 in ein gemeinsames Fürstentum Brjansk eingegliedert. Dieses kommt 1320 zum Großfürstentum Litauen, ab 1503 zum Fürstentum Moskau. 1619 ging es an Polen, 1667 wieder an Russland. 1919 wurde das Gebiet zwischen der ukrainischen und der russischen Sowjetrepublik aufgeteilt.